# Apollo Netwerk
Het Apollo Netwerk is een Nederlands besloten overleg van de farmaceutische industrie, zorgverzekeraars, zorgaanbieders en beleidsambtenaren. Het netwerk werd in 2007 opgericht op initiatief van GlaxoSmithKline en Janssen-Cilag, onderdeel van Johnson & Johnson. 
Samen met het ministerie van VWS zijn de scope, de thema’s en de deelnemers vastgesteld. Het netwerk komt  meestal twee keer per jaar bijeen in Zuid-Frankrijk.  Het doel is op informele wijze de uitvoering van de Zorgverzekeringswet te kunnen bespreken, zonder dat er notulen worden gemaakt. 

## De scope van het Apollo Netwerk
- Oplossingsrichtlijnen voor uitdagingen in de farmaceutische zorg.
- Actuele maatschappelijke opgaven.
- Anticiperen op een groeiende en veranderende zorgvraag.
- Houdbare kwaliteit en patiëntveiligheid.
- Grenzen aan zorg en omgaan met schaarste en risico’s.
- Langer leven in gezondheid.

## Financiën
De kosten komen voor rekening van de farmaceutische industrie na aftrek van subsidies van het het ministerie van Volksgezondheid, Welzijn en Sport. Toen de subsidie werd opgemerkt door Kamerleden, werden er middels dertigledendebat Kamervragen over gesteld. De minister zegde toe "inzicht te geven in de financiële bijdragen van de diverse deelnemers aan het netwerk, de begrotingen over de afgelopen jaren en een overzicht van de deelnemers tot op heden". In haar antwoordbrief meldde de minister dat op de website apollonetwerk.nl de gevraagde informatie te vinden zal zijn. De gevraagde lijst met deelnemers en subsidiebedragen (€ 20.000/jaar) stuurde ze mee.
De koepel van generieke fabrikanten, de Bond van de Generieke Geneesmiddelenindustrie Nederland (Bogin), is niet betrokken bij het overleg.